# Peter Andreas Brandt
Peter Andreas Brandt (Trondheim, 1792 – Lagoa Santa, 1862) foi um desenhista e pintor norueguês. Mudou-se para o Brasil em 1834 e trabalhou até o fim da vida com o paleontólogo dinamarquês Peter Wilhelm Lund em Lagoa Santa. São dele os desenhos e pinturas que ilustram toda a obra de Lund, traduzida e publicada em português em 1950 pelo paleontólogo Carlos de Paula Couto sob o título Memórias sobre a Paleontologia Brasileira.